# Bâtiment principal de l'université de Varsovie (Rostov-sur-le-Don)
Le bâtiment principal de l'université de Varsovie est un bâtiment qui se trouve à Rostov-sur-le-Don en Russie. Il a été construit entre 1912 et 1914 selon le projet de l'architecte I. E. Tcherkessian. Il est situé à l'angle de la rue Bolchaïa Sadovaïa et de la rue Ostrovski. Actuellement, c'est l'un des bâtiments de l'université fédérale du Sud. Le bâtiment a été construit en style Art nouveau et a le statut de site du patrimoine culturel d'importance régionale. 

## Histoire
Au début du XXe siècle à la place actuelle du bâtiment universitaire il y avait des bâtiments d'une usine. En 1912, le conseil municipal a décidé de construire un immeuble de rapport à cet endroit. Un concours a été organisé, dans lequel la première place a été prise par le projet de l'étudiant de l'Institut des ingénieurs en génie civil  I. E. Tcherkessian (Tcherkessov). La deuxième et la troisième places ont été prises respectivement par les projets d'un ingénieur de Kiev, I. G. Starov, et d'un architecte de Rostov, G. N. Vassiliev. Le projet de Tcherkessian a été approuvé avec quelques modifications. Dans la même année, la construction a commencé, et en 1914, l'immeuble a été inauguré.
En 1915, l'armée allemande s'étant approchée de Varsovie, l'université de Varsovie est évacuée à Rostov-sur-le-Don. L'immeuble de rapport est donc devenu le bâtiment principal de cette université. Les facultés d'histoire et de lettres, de physique et de mathématiques, de droit et de médecine s'y installent avec différentes sociétés savantes, laboratoires, etc. En 1917, avec la fin de la guerre, l'université est devenue l'université du Don. Le bâtiment principal est déménagé dans les années 1930 dans l'ancien immeuble de rapport Kistov et le bâtiment de l'ancienne université de Varsovie devient l'institut pédagogique de Rostov. Il obtient le statut d'université en 1993 et cette dernière est intégrée à l'université fédérale du Sud en 2006. Aujourd'hui ce bâtiment abrite la faculté d'histoire et des relations internationales de l'université fédérale du Sud.